# IV Brigada Antiaérea
La IV Brigada Antiaérea (Flak-Brigade IV) fue una unidad de la Luftwaffe durante la Segunda Guerra Mundial.

## Historia
Fue formada el 1 de junio de 1940 en Cambrai para la Operación Seelöwe. Permaneció en Francia hasta septiembre de 1942 (de acuerdo a una fuente, la brigada estaba en Dessau y Stuttgart en 1941). El 29 de septiembre de 1942 es trasladado a München, y en el verano de 1943 como 4.ª Brigada Antiaérea.

## Comandantes
- Teniente General Heino von Rantzau – (6 de julio de 1940 – 11 de diciembre de 1940)
- Teniente General Heinrich Thym – (Diciembre de 1940 – 29 de septiembre de 1942)
- Mayor general Hermann Lichtenberger – (29 de septiembre de 1942 – 26 de noviembre de 1942)
- Teniente General Prinz Heinrich Reuss – (26 de noviembre de 1942 – 9 de marzo de 1943)
- Coronel Wilhelm Fichter – (10 de marzo de 1943 – 9 de octubre de 1943)
- Mayor general Ernst Uhl – (10 de octubre de 1943 – 25 de abril de 1944)
- Coronel Alfred Heller – (24 de octubre de 1944 – 15 de febrero de 1945)
- Teniente general Werner Prellberg – (19 de abril de 1945 – mayo de 1945) (Al parecer nunca tomó el mando)

## Jefes de Operaciones (Ia)
- Teniente coronel Heinrich Pollwein – (23 de octubre de 1944 – Mayo de 1945)

## Orden de batalla
Organización del 1 de octubre de 1942:
- 19.º Regimiento Antiaéreo (o) (Grupo Antiaéreo München)
- 2.º Regimiento de Proyectores Antiaéreos (o) (Grupo Antiaéreo Augsburg)
- 8.º Regimiento de Proyectores Antiaéreos (o) (Grupo de Proyectores Antiaéreos München)

El 55.º Regimiento Antiaéreo (o) (Grupo Antiaéreo Sur München) fue formada en enero de 1943, y el 19.º Regimiento Antiaéreo (o) como Grupo Antiaéreo Norte München.
El Regimiento Antiaéreo z.b.V. (Grupo Antiaéreo Innsbruck) fue formada en (?)septiembre de 1943.
Organización del 1 de noviembre de 1943:
- 19.º Regimiento Antiaéreo (o) (Grupo Antiaéreo München Norte)
- 55.º Regimiento Antiaéreo (o) (Grupo Antiaéreo München Sur)
- 8.º Regimiento de Proyectores Antiaéreos (o) (Grupo de Proyectores Antiaéreos München)
- 2.º Regimiento de Proyectores Antiaéreos (o) (Grupo Antiaéreo Augsburg)
- Regimiento Antiaéreo z.b.V. (Grupo Antiaéreo Innsbruck)

El Regimiento Antiaéreo z.b.V. como el 130.º Regimiento Antiaéreo en diciembre de 1943.
El 1 de mayo de 1944 es redesignado a la 26.º División Antiaérea.
Reformada en septiembre de 1944 en Pilsen desde el 184.º Regimiento Antiaéreo (como la 4.ª Brigada Antiaérea), para la defensa en el aérea de Pilsen-Brün.
Organización del 1 de octubre de 1944:
- 63.º Regimiento Antiaéreo (o) (Grupo Antiaéreo Böhmen)

El 88.º Regimiento Antiaéreo (o) se unió a la brigada en octubre de 1944.
Trasladado a Dresde-Mockritz en noviembre de 1944, ahora con (1 de diciembre de 1944):
- 88.º Regimiento Antiaéreo (o) (Grupo Antiaéreo Brüx)
- 138.º Regimiento Antiaéreo (o) (Grupo Antiaéreo Dresde)
- 164.º Batallón de Comunicaciones Aérea

El 11 de febrero de 1945 en Pilsen, y tomó control de todas las unidades antiaéreas por el VIII Comando Aéreo.

## Subordinados
| junio de 1940 – marzo de 1941          | II Cuerpo Antiaéreo                             |
| marzo de 1941 – septiembre de 1942     | Comando Administrativo Aéreo Francia Occidental |
| septiembre de 1942 – mayo de 1944      | VII Comando Administrativo Aéreo                |
| septiembre de 1944 – noviembre de 1944 | XVII Comando Administrativo Aéreo               |
| noviembre de 1944 – febrero de 1945    | III Comando Administrativo Aéreo                |
| febrero de 1945 – mayo de 1945         | VIII Comando Administrativo Aéreo               |